# Leptanthura kapala
Leptanthura kapala là một loài chân đều trong họ Leptanthuridae. Loài này được Poore miêu tả khoa học năm 1978.